# Галичское озеро
Га́личское о́зеро — крупнейшее озеро Костромской области России.

## Гидрография
Площадь 75,4 км². Вытянуто с запада на восток. Длина озера — 17 км, наибольшая ширина — 6,4 км, глубина до 3,5 метра. Берега плоские, заболоченные. Дно илистое, в озере крупные запасы сапропеля. Покрывается льдом в конце октября — начале ноября, вскрывается в апреле.
Уровень воды в озере — 101 м над уровнем моря. Галичское озеро питается в основном грунтовыми водами. С восточной стороны в него впадают несколько рек, самые крупные — Челсма и Средняя, вытекает Вёкса.
На южном берегу озера расположен город Галич.

## Палеогеография
Котловина озера образовалась более 125 тысяч лет назад при таянии ледниковых вод. В то время её размеры превосходили величину нынешнего озера.

## История
В одном из редких говоров жителей побережья Галичского озера сохранилось вероятное старое название водоёма — «Нерон».

## Озеро в XXI веке
Озеро богато рыбой, однако в последние годы наблюдается тенденция к его обмелению. Из-за мелководности 70 % площади водоёма поросло зарослями и заилено, что может поставить под угрозу экосистему озера.

### Окружающая природа
Вокруг находится государственный природный заказник «Галичский», включающий в себя заболоченные приозёрные участки. В нём сохранилась реликтовая чёрная ольха, там встречается более 180 видов птиц, 37 видов млекопитающих и 9 видов амфибий и рептилий.